# 謝玄

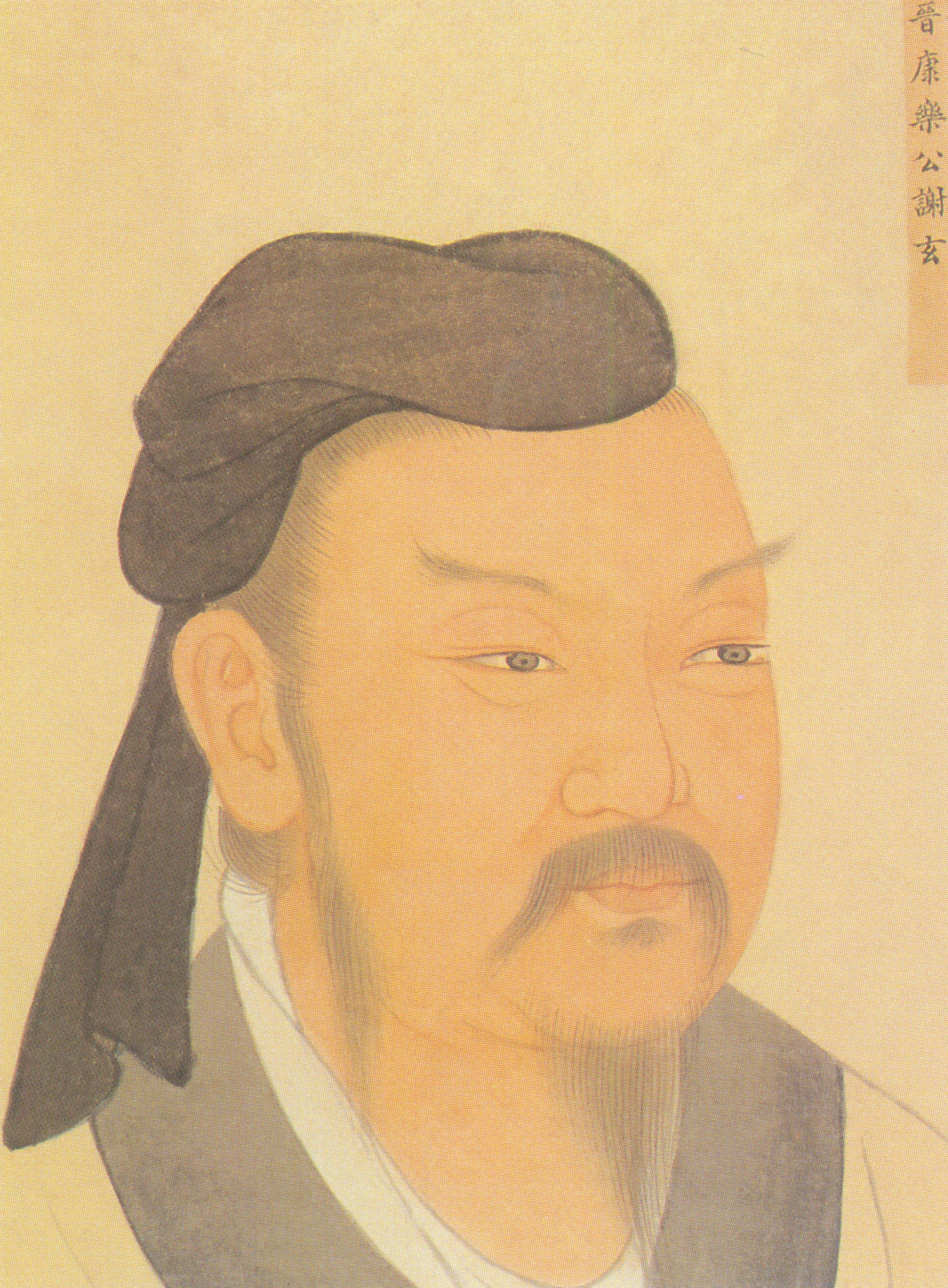
晋康楽献武公謝玄

謝 玄（しゃ げん、建元元年（343年）- 太元13年1月15日（388年2月8日））は、東晋の将軍。字は幼度。小字（幼名）は羯。本貫は陳郡陽夏県。父は安西将軍謝奕。叔父は太保謝安。中国を代表する名将として、武廟六十四将に選出されている。

## 経歴

### 若き日
幼い頃から聡明であり、従兄の謝朗（叔父の謝拠の子）と共に叔父の謝安より将来を期待されていた。成長すると国家を経営する才略を有するようになり、幾度も朝廷より招聘を受けたが、これに応じなかった。
興寧元年（363年）5月、王珣と共に大司馬桓温に招かれて掾に任じられた。桓温は彼らを揃って礼重し、その才能を見て「謝掾（謝玄）は年40にして必や杖節を擁旄するであろう（軍隊の総司令官となるという意味）。王掾（王珣）はまさに黒頭公となるであろう（若くして三公の地位に至るという意味）。いずれも易才ではないな」と感嘆したという。
やがて征西将軍桓豁の司馬・領南郡相・監北征諸軍事に移った。

### 北府軍を領す
太元2年（377年）10月、当時、前秦が急速に勢力を拡大しており、北の国境は幾度も侵寇を受けていた。朝廷は北方を鎮めるために文武の良将を求めると、謝安は謝玄こそ適任であるとして推挙した。中書郎郗超はかねてより謝玄とは折り合いが悪かったが、これを聞くと嘆息して「安（謝安）は周囲の意に反して親族を挙げたが、これは明である。玄（謝玄）は必ずやこの挙に違わぬであろう。まさしく才である」と述べた。当時の人はこれに納得していなかったが、郗超は「我はかつて玄と共に桓公（桓温）の府にいたが、彼が人材を用いるのを見るに、小事ですらその任に適ったものであった。故にこれが分かるのだ」と言った。
ここにおいて中央に呼び戻されると、建武将軍・兗州刺史・領広陵相・監江北諸軍事に任じられた。謝玄が着任すると驍勇の士を集め、彭城出身の劉牢之ら数人の逸材を得た。その劉牢之を参軍に任じ、常に精鋭を率いさせて軍の前鋒とすると、謝玄軍は向かうところ敵無しであり、常に勝利を治めたという。時の人はその軍を『北府兵』と号して賞賛し、敵からは恐れ憚られた。

### 前秦軍の南下

#### 襄陽に襲来
太元3年（378年）2月、前秦の長楽公苻丕が大軍を率いて南下し、梁州刺史朱序の守る襄陽を包囲した。これを受け、車騎将軍桓沖が兵7万を擁して襄陽救援に赴くと、謝玄は詔により三州の成人男子を徴発し、彭城内史何謙を淮・泗へ赴かせて桓沖を援護させた。
4月、前秦の武衛将軍苟池らが兵5万を率いて江陵を押さえると、桓沖は苟池軍に恐れをなして進むことが出来ず、上明から動かなかった。
太元4年（379年）正月、冠軍将軍劉波は8千の兵で襄陽救援を命じられたが、彼もまた前秦軍の勢いを恐れて進軍を止めてしまった。2月、孤立無援となった襄陽は遂に陥落し、朱序は捕縛されて長安へ送られた。順陽もまた前秦の将軍慕容越率いる別働隊により陥落し、太守の丁穆は捕らえられた。

#### 戴逯を救援
遡って太元3年（378年）8月、前秦の兗州刺史彭超もまた別働隊を率いて沛郡太守戴逯の守る彭城へ侵攻し、さらに後将軍倶難らが7万を率いて淮陽・盱眙へ侵攻した。
太元4年（379年）2月、謝玄は東莞郡太守高衡・後軍将軍何謙を始めとした1万余りの兵を率いて彭城救援に向かうと、泗口まで軍を進めた。彼は彭城にいる戴逯に援軍到来を告げようとしたが、道は絶たれてしまっていた。部曲の田泓は自ら水を潜って彭城へ向かうと名乗り出ると、謝玄はこれを認めて派遣したが、田泓は向かう途上で前秦軍に捕らえられてしまった。この時、前秦軍は彼に厚く賄賂を贈り、既に援軍が敗れたと城内へ嘘の連絡をするよう持ち掛けると、田泓はこれを偽って表向きは同意した。そして彼は城の傍へ赴くと、城中へ「南軍（謝玄の軍）はすぐに到達するぞ。我は単独で報せに来たが、賊に捕らわれることになった。汝らは勉めよ！」と告げた。田泓は前秦軍に殺されてしまったが、これにより城内と連絡をとることが出来た。
この時、彭超は輜重を留城に置いていたので、謝玄は敢えて彭超軍を攻めずに何謙・高衡を留城に向かわせた。彭超はこれを聞くと彭城の包囲を解き、軍を引いて輜重を守ったので、戴逯はこの隙に彭城の衆を伴って謝玄の陣営へ逃れることが出来た。

#### 東晋軍の相次ぐ敗戦
その後、彭超らは南へ進んで盱眙へ侵攻すると、淮陰を攻略した倶難らと合流した。さらに右将軍毛当・強弩将軍王顕もまた2万を率いて襄陽から出撃し、倶難・彭超と合流した。
5月、倶難・彭超は盱眙を攻略し、守将である建威将軍毛璪之を捕り、さらに侵攻を続けて6万の兵で幽州刺史田洛の守る三阿を包囲した。ここは広陵よりわずか百里の距離であったので、建康の東晋朝廷は大いに震え上がり、長江に臨んで兵を陳列して守備を固めると共に、征虜将軍謝石に水軍を与えて涂中に駐屯させた。また、右衛将軍毛安之・游撃将軍司馬曇・淮南郡太守楊広（楊佺期の兄）・宣城内史丘準には4万の兵を与えて堂邑を守らせたが、前秦の右将軍毛当・右禁将軍毛盛は騎兵2万を率いて堂邑を急襲し、毛安之軍を潰走させた。

#### 謝玄の逆襲
同月、謝玄は3万の兵を率いて広陵より三阿救援に向かうと、白馬塘まで進軍した。ここで何謙を派遣し、まず三阿の包囲を解かせた。倶難・彭超らは配下の都顔に騎兵を与えて謝玄を攻撃したが、謝玄は塘西において都顔軍を撃ち破り、その首級を挙げた。その後、自ら三阿まで軍を進めると、倶難・彭超らと交戦となったが、再びこれを破って盱眙まで後退させた。
6月、軍を石梁まで進めると、田洛に兵5万を与えて盱眙を攻撃させて倶難・彭超をまたも撃破し、その軍を淮陰まで後退させた。また、何謙・督護諸葛侃・参軍劉牢之・単父県令李都らに水軍を与えて上流へと向かわせ、その夜には淮水に掛かる浮橋を焼き払い、その輸送船を沈めた。自らもまた倶難らを攻撃してこれを破り、その将軍邵保を討ち取ると共に、敵軍を淮北まで後退させた。さらに謝玄は何謙・戴逯・田洛と共にこれを追撃し、君川で追いつくとまたも大勝を挙げ、遂に倶難・彭超は全面撤退して北へ逃走した。これにより彭城・下邳などの諸城も守りを解くことができた。
詔により謝玄の下に殿中将軍が派遣され、その奮戦を慰労した。また、謝玄は冠軍将軍に昇進した上で、徐州刺史を加えられた。その後、広陵へ帰還すると再び詔が下り、今回の功績により東興県侯に封じられた。

### 苻堅の襲来

#### 寿春陥落
太元8年（383年）8月、前秦の苻堅は東晋征伐を決行し、陽平公苻融に諸軍を統率させて総勢25万を与え、長安より出撃させた。また、ほかにも涼州・益州・梁州・幽州・冀州を始め、全国各地より軍を出撃させた。さらに苻堅自らもまた総勢87万を超える大軍を率い、苻融に後続した。
9月、苻堅の本隊は項城へ到達し、苻融率いる前鋒軍は潁口へ到達した。詔により、謝玄は都督徐兗青三州揚州之晋陵幽州之燕国諸軍事・前鋒都督に任じられ、征討大都督謝石・輔国将軍謝琰・西中郎将桓伊・龍驤将軍檀玄・建威将軍戴熙・揚武将軍陶隠らと共に兵8万を率いてこれを迎え撃った。
10月、苻融らは寿春を陥落させて平虜将軍徐元喜・安豊郡太守王先を捕らえた。また、別働隊を率いる冠軍将軍慕容垂は鄖城を攻略し、将軍王太丘の首級を挙げた。苻堅は大軍を項城に留め、騎兵八千のみを率いて寿春へ向かった。

#### 梁成を討つ
衛軍将軍梁成・揚州刺史王顕・弋陽郡太守王詠は5万を率いて洛澗に軍を置き、淮水に柵を設けて行路を遮断すると、東晋軍は幾度もこれに破れた。謝玄らの軍は洛澗から25里の所まで進軍していたが、梁成軍の勢いを憚って進軍を停止した。
謝玄は龍驤将軍劉牢之に精鋭五千を与え、洛澗にある梁成の砦を夜襲させた。その軍が十里の距離まで接近すると、梁成は陣を隊列させて澗を阻み、劉牢之を待ち受けようとしたが、劉牢之はその直前に川を渡り切って梁成を攻撃し、大勝を収めた。さらに劉牢之は兵を分けて敵の退路を断ったので、前秦軍は崩壊してみな争って淮水へ赴き、死者は1万5千を数えた。梁成とその弟の梁雲を始めとして10将を討ち取り、揚州刺史王顕・梁悌・慕容屈氏らを捕らえ、前秦の武器や物資を尽く収奪した。
これにより、謝玄らは水陸より再び進軍を開始した。寿陽城に留まっていた苻堅は苻融と共に城壁に登って謝玄らの軍を望み見ると、八公山を覆ったその厳整とした陣形を目の当たりにして、苻融へ「これは強敵であるぞ。どうしてこれを弱いなどというか！」と述べて憮然とし、始めて東晋軍に恐怖を抱いたという。

#### 淝水の決戦
同月、前秦の驃騎将軍張蚝は淝水の南岸に進んで謝石軍を破った。そのため、謝玄・謝琰は数万の兵をもって張蚝軍の到来を待ち構えたが、張蚝は軍を引いて北に戻り、苻融率いる前鋒軍は淝水北岸の近くに陣を布いた。これにより、両軍は淝水を挟んでにらみ合いの状態となり、お互いに渡河することができなくなった。
この時、謝玄は苻融の下へ使者を派遣して「君は敵陣深く入り込んでおり、水辺近くに陣を布いている。これは持久の計であり、速戦ではないぞ。もし軍を少し引き、将士に陣を移すよう命じたならば、晋兵は渡河することが出来、勝負を決することが出来よう。なんと良いことではないか！」と述べ、河を渡り切ってから勝負を決するよう持ち掛けた。この申し出に前秦の諸将はみな「我らは多勢であり、敵は寡勢です。渡河させなければ、何もできません。これこそ万全というべきです」と述べたが、苻堅は「兵を引いて少しだけ退却し、敵が半ばまで渡ったところで我が鉄騎をもって迫り、これを撃破するのだ。これで勝てないわけがなかろう！」と述べ、表向きは謝玄の申し入れに乗った振りをした。苻融もまたこの意見に同意し、その軍に退却を命じた。これを受け、謝玄もまた約束通り謝琰・桓伊と共に精鋭八千を率いて渡河を開始した。
この時、既に謝玄らは前秦の尚書朱序（前述した、もと東晋の梁州刺史）と密かに内通しており、前秦軍が誘いに乗って退却を始めたのを見計らい、朱序が陣の後方より大声を挙げて「秦兵は敗れた！」と叫び回った。これにより、謝玄軍が近づいても前秦軍は後退に歯止めが利かなくなった。こうして謝玄らは無事に渡河を果たすと、前秦軍へ突撃して大勝を挙げ、大将の苻融を討ち取った。これにより前秦軍は完全に崩壊し、残った兵はみな武具を棄てて遁走した。この混乱により、味方に踏み潰された前秦兵の死体が野を覆い川を塞いだ。謝玄らはこれに追撃をかけ、青岡まで到達した。逃走する者は風の音や鶴の鳴き声を聞き、みな晋兵が至ったと勘違いし、昼夜関係なしに死に物狂いで逃げ続け、飢えと凍えにより7・8割の兵が死んだ。苻堅自身もまた流れ矢に当たって負傷し、単騎で淮北まで逃走した。
謝玄は苻堅の乗っていた雲母車を始め、儀服・器械・軍資・珍宝・畜産など数えきれない程の物資を鹵獲し、手に入れた牛馬・驢・騾・駱駝などの家畜は10万頭を超えた。また、寿春は再び東晋の領土となった。
12月、詔により謝玄の下に殿中将軍が派遣され、その奮戦を慰労した。謝玄は前将軍に昇進して仮節を授けられたが、これを固辞して受けなかった。また、銭100万と綵（絹織物）1000匹を下賜された。

### 四州を平定
太元9年（384年）2月、豊城公桓沖が没すると、朝廷は謝玄を荊江二州刺史に任じようと考えたが、謝安は自らの一族ばかりが高位に昇ることで桓氏から恨みを買うのを恐れ、梁郡太守桓石民を荊州刺史に、河東郡太守桓石虔を豫州刺史に、豫州刺史桓伊を江州刺史に任じた。
8月、謝安は前秦の混乱を中原開拓の絶好の好機であるとして上表し、謝玄は前鋒都督となって冠軍将軍桓石虔を率いて前秦を征伐し、渦潁の地より旧都洛陽の奪還を委ねられることとなった。
謝玄がまず下邳へ侵攻すると、前秦の徐州刺史趙遷は彭城を放棄して逃走した。謝玄軍の前鋒である張願はこれを山まで追撃すると、幾度もこれを破った。謝玄は進んで彭城を占拠した。
9月、謝玄は彭城内史劉牢之を派遣して前秦の兗州刺史張崇が守る鄄城を攻めた。張崇は鄄城を放棄して後燕に亡命すると、劉牢之は将軍劉襲に張崇を追撃させ、河南で追いついて東平郡太守楊光を討ち取った。張崇自身はかろうじて逃げ切りを果たした。こうして鄄城を占拠すると、河南の城砦はみなこれに帰属した。
兗州が平定されると、謝玄はこの地の水路が整備されておらず物資の輸送に難があったことから、督護聞人奭の進言を用い、呂梁水を塞き止め、柵を設けて7つの堰を立て、川を分岐させて陸地を２つに分けた。これにより運漕に大きな利益を上げ、公私問わずこの恩恵に預かったという。その後、謝玄は水路を利用して軍を進め、青州征伐に向かったので、この水路は『青州派（派とは川の分岐点）』と呼ばれるようになったという。
10月、淮陵郡太守高素に3千人を与えて広固へ向かわせると、軍が琅邪に至ったところで前秦の青州刺史苻朗は降伏した。さらに冀州へ進むと、龍驤将軍劉牢之・済北郡太守丁匡を派遣して碻磝を守らせ、済陽郡太守郭満に滑台を守らせ、奮武将軍顔肱には黄河を渡って陣営を立てさせた。
鄴を統治している前秦の長楽公苻丕は、将軍桑拠を黎陽に派遣してこれを阻んだが、謝玄は劉襲に命じて夜襲を掛けさせ、桑拠を逃走させた。謝玄は晋陵郡太守滕恬之に河を渡らせて黎陽へ派遣し、これを守らせた。これにより三魏の地はいずれも謝玄に降伏した。
苻丕はこれに衝撃を受け、謝玄の下へ使者を派遣し、鄴を明け渡すことを条件に援軍を要請した（苻丕は後燕より攻撃を受けていた）。だが、使者に選ばれていた苻就・焦逵・姜譲は、苻丕の妃の兄である楊膺と共に謀議すると、東晋軍へ降伏する代わりに救援を要請するというふうに書の内容を改竄してから謝玄へ送り届けた。また、楊膺は済南将軍毛蜀・毛鮮に命じ、自らの妻を東晋へ人質として差し出させた。
謝玄は兗州・青州・司州・豫州を平定した功績により、都督徐兗青司冀幽并七州諸軍事に任じられ、康楽県公に封じられた。謝玄は上疏して、河北を平定することをもって幽冀については総督すべきであるが、司州にはいては遠く離れていることから不適当であり、豫州を統べるべきだと訴えた。また、謝玄は上疏して、以前封じられていた東興侯を兄の謝攸の子である謝珫に下賜するよう請うと、詔により聞き入れられ、それ以上である豫寧伯に封じられた。
12月、使者の焦逵が謝玄と見えると、謝玄は苻丕の子を人質として出すよう要求し、それから救援を出すと述べた。だが、焦逵は苻丕の誠意を固く説き、並びに楊膺の意思も伝えたので、謝玄は援軍要請に応じると、劉牢之・滕恬之らに2万の兵を与えて鄴を救援させた。また、苻丕が食糧不足に喘いでいることを告げられると、謝玄は水陸から米2千斛を運送させた。
その後、寧遠将軍昋演を魏郡に派遣して申凱を討伐させ、これを破った。

### 河北の争乱
謝玄は豫州刺史朱序に梁国を鎮守させ、自らは彭城を守り、北は河上を固め、西は洛陽の援をなし、朝廷が直接統治するところとするよう請うた。だが、朝議において、征役が長年続いていることから、守備兵を置いたならば帰還すべきであるという結論に至り、謝玄は帰還して淮陰を守り、朱序は寿春を鎮守するよう命じられた。
太元10年（385年）10月、謝玄は淝水の戦いで戦捷を収めた論功行賞により昇爵された。すでに亡くなった謝安は廬陵郡公に追封され、謝石は南康公に、謝玄は康楽公に、謝琰は望蔡公に、桓伊は永脩公に封じられた。
太元11年（386年）正月、丁零の首長翟遼が黎陽において反乱を興し、滕恬之を捕らえた。3月、泰山郡太守張願もまた郡ごと反乱を起こして翟遼に合流したので、河北は大混乱となった。謝玄はこれを自らの失態であるとして、上疏して節を返送し、解職するよう求めた。だが、詔により慰労され、淮陰に鎮するよう命じられ、朱序が代わって彭城を守った。

### 病死
謝玄は淮陰に帰還したところで病を発症してしまい、再び上疏して解職を請うたが、詔により許されなかった。謝玄はなおも今の容態では職務に堪えられず、職務が疎かになってしまうと陳述したところ、詔により東陽城に移ることとなった。謝玄はその道中で容態が悪化したので、またも上疏して解職を請うと、詔により一人の名医が派遣され、京口において療養することとなった。この一件により、後の時代には職を辞して郷里に帰るよう求めることを『謝玄文』というようになったという。
太元12年（387年）正月、謝玄は帰還してからも容態が回復しなかったことから、また上疏して一族を取り立てるよう請うたが、返答は無かった。その後も10数回に渡って上疏を繰り返すと、遂に詔が下って要求が認められると共に、謝玄は散騎常侍・左将軍・会稽内史に移るよう命じられた。
当時、呉興郡太守・晋寧亭侯張玄之は才学により著名であり、謝玄が移るのと同じ年に吏部尚書から呉興郡太守に移った。その名声は謝玄に次ぐものであり、当時の人々は彼らを『南北二玄』と称賛したという。
5月、会稽の処士である戴逵は詔により招聘を受けていたが、彼は幾度も断っていた。郡県はしきりにこれに応じるよう強迫すると、戴逵は呉に逃走して隠れてしまった。これを聞いた謝玄は上疏して彼を大目に見てその志を遂げさせてやるよう勧めると、朝廷はこれを認めた。
謝玄は病身のまま郡にあったが、太元13年正月丙午（388年2月8日）に在官のまま薨去した。享年46歳。
車騎将軍・開府儀同三司が追贈され、献武と諡された。

## 家族

### 兄
- 謝寄奴
- 謝探遠
- 謝淵
- 謝攸
- 謝靖
- 謝豁

### 弟
- 謝康

### 姉妹
- 謝道韞（王羲之の子の王凝之の妻）
- 謝道栄（范少連の妻）
- 謝道粲（郗恢（郗鑒の子の郗曇の子）の妻）
- 謝道輝（桓石民の妻）

## 子孫
子の秘書郎謝瑍（謝慶）が後を継いだが、彼は早世してしまっため、その子である謝霊運が後を継いだ。謝瑍には才能が無かったが、謝霊運の文才はずば抜けており、詩人としてその名を馳せた。かつて謝玄は「我は瑍を生んだが、どうして霊運を生まなかったのか！」と言ったという。

## 逸話
- 謝玄は大の釣り好きとして有名であり、いつも大漁に釣り上げると、それを漬け物にして友人へ振る舞っていた。『全晋文』には彼の文章が十篇収録されているが、そのうち四篇が釣りに関する内容である。ある日、謝玄が王珉と共に王薈の家で酒を飲んでいた際、王珉より「お前は元々呉興の渓水にいる卑しい釣り人（原文は「釣褐」であり、謝玄の小字の「羯」を皮肉った意味）に過ぎないのか！」と嘲弄された。謝玄は「全く丁寧に見方を知らないな。上国を辱めるね！」と笑ったという[17]。

- 謝玄の長姉である謝道蘊は一族の中でも傑出した人物であり、時の人より竹林の七賢に比された程であった。謝玄もまた彼女を甚だ敬重していたが、当の彼女は謝玄に対してはその成長を促すために常に厳しく当たっていた。後に謝道蘊は王凝之に嫁いだが、その後も謝玄に対しての接し方は変わらず、ある時彼女は謝玄へ強烈な言葉で「お前はどうして依然として進歩しないのか。才能もその程度だから俗事にばかりかまけているのか」と叱責したという[18]。

- 謝安はかつて自らの子や甥を集めると、戒めとして「子弟よ、お前たちは何か人事（人の世の出来事）について関わっているかね。その能力を正しく使おうと考えているかね」と問うた。これにみな黙りこんでしまったが、謝玄はこれに答えて「例えて言うならば、芝蘭玉樹（芳香のある草や美しい木）を、階庭（家の庭へ続く階段）に生じさせたいと考えております（一族を繁栄させたいという意味）」と述べると、謝安は喜んだ[19]。

- 謝玄は若いころ、紫の薫り高い絹袋を好んで身につけており、謝安はその奢侈な様を好ましく思っていなかった。だが、それを面と向かって否定するのは忍びなかったので、戯れにより賭け事を行うとこれを取り上げ、すぐさま焼き払った。これにより謝玄はその振る舞いを改めた[20]。

- 前秦の大軍が南下を開始した頃、その強盛である様に建康は恐れおののいていた。そのため、謝玄は朝廷に入ると、謝安へ対応策について問うた。すると謝安は平然として「既に手はずは整っている」と言うのみであり、それ以上何も言わなかった。謝玄もまた敢えて聞き返さなかったが、張玄之を派遣して改めて計略について尋ねさせた。すると謝安は駕を出すよう命じて、謝玄を伴って山中の別荘へ出遊すると、さらに親しい友人をみな呼び集めて謝玄と別荘を賭けて囲碁を打った。謝安の実力はいつも謝玄に劣っていたが、この日の謝玄は不安の余り悪手を連発してしまい、敗れてしまった。謝安はさらに気の向くままに遊覧し、夜になってから帰還した[14]。

## 伝記史料
- 『晋書』巻79 列伝第49・巻114 載記第14
- 『資治通鑑』巻104 - 巻107
- 『世説新語』